# Онек
Онек (словен. Onek) је насељено место у општини Кочевје, регија Југоисточна Словенија, Словенија.

## Историја
До територијалне реорганизације у Словенији био је у саставу старе општине Кочевје.

## Становништво
У попису становништва из 2011. године, Онек је имао 43 становника.
| Број становника према пописима | Број становника према пописима | Број становника према пописима |
| ------------------------------ | ------------------------------ | ------------------------------ |
| 1991                           | 2002                           | 2011                           |
| 27                             | 31                             | 43                             |

## Галерија
- место где је стајала римокатоличка капела „Свети Козма и Дамјан“, срушена током Другог светског рата
- пејзаж